# Mizoram
Mizoram is een deelstaat van India. De staat ligt in het noordoostelijke deel van het land, ingeklemd tussen Bangladesh en Myanmar. De hoofdstad is Aizawl. Mizoram had bij de volkstelling van 2011 ruim een miljoen inwoners, van wie 91,5 procent geletterd is. Daarmee bezit Mizoram na Kerala de hoogste alfabetiseringsgraad van alle Indiase staten.

## Ligging
Ten opzichte van de rest van India ligt Mizoram aanzienlijk geïsoleerd. De staat heeft een ruim 700 kilometer internationale grens met Bangladesh (in het westen) en Myanmar (in het zuiden en oosten). Slechts in het noorden is Mizoram verbonden met de rest van India: daar grenst het aan de deelstaten Tripura, Assam en Manipur.

## Etnische groepen
De grote meerderheid van de bevolking van Mizoram wordt gevormd door de Mizo, die tot de Adivasi worden gerekend. De Mizo zijn verdeeld in talrijke stammen, waarvan de grootse de Lushai is. Andere belangrijke Mizo-stammen zijn Ralte, Hmar, Paihte, Poi en Pawi.

## Godsdienst
Bijna 87 procent van de bevolking (bijna alle etnische Mizo's) is christelijk. Deze christelijke erfenis wordt gedeeld door een meerderheid in de nabijgelegen staten Nagaland en Meghalaya, en door een grote minderheid in naburige Manipur. Ongeveer acht procent van de bevolking is boeddhistisch en 3,5% is hindoe. 1,13% is moslim en 0,15% belijdt de autochtone  Mizoreligie.
Een zeer kleine minderheid van de Mizo (0,1%) is bekeerd tot het jodendom na de aankondiging van een lokale onderzoeker dat de Mizo een van de Verloren Stammen van Israël was.

## Bestuurlijke indeling
Mizoram is bestuurlijk onderverdeeld in elf districten. Hieronder volgt een lijst van de huidige districten.
| - Aizawl - Champhai - Hnahthial - Khawzawl - Kolasib - Lawngtlai |  | - Lunglei - Mamit - Saiha - Saitual - Serchhip |

## Dagblad
In Mizoram wordt in het district Sercchip sinds 2004 het Mizo dagblad Zothlifim uitgegeven. 